# قناة الليث (آي آر تي)
ART الليث قناة يملكها نادي الشباب السعودي بالاشتراك مع شبكة راديو وتلفزيون العرب. بدأت البث في 27 يناير 2009, وتقوم بنقل تدريبات الفريق وبث البرامج الخاصة بالنادي وأيضاً بث المباريات القديمة لجميع فرق النادي.
تم اغلاق القناة بسبب الازمة التي ضربت شبكة راديو وتلفزيون العرب.